# Miloš Ninković
Miloš Ninković, född 25 december 1984 i Belgrad, Jugoslavien (nuvarande Serbien), är en serbisk före detta fotbollsspelare.
Ninković gjorde under åren 2009–2012 28 landskamper för Serbien.
I januari 2024 meddelade Ninković att han skulle avsluta sin fotbollskarriär vid slutet av säsongen 2023/2024.

### Webbkällor
- Wikimedia Commons har media som rör Miloš Ninković.
- Ninković's profile at Dynamo's official website
- Profile at Serbian National Team Page
- FIFA WC Player Profile - Miloš Ninković
- Profile at National-Football-Teams.